# Richard Rodgers
Richard Charles Rodgers (Nova York, 28 de juny de 1902 – Nova York, 30 de desembre de 1979) va ser un compositor nord-americà que va treballar principalment en el teatre musical. Amb 43 musicals de Broadway i més de 900 cançons al seu crèdit, Rodgers va ser un dels compositors nord-americans més coneguts del segle xx, i les seves composicions van tenir una influència significativa en la música popular.
Rodgers és conegut per les seves col·laboracions com a compositor, primer amb el lletrista Lorenz Hart i després amb Oscar Hammerstein II. Amb Hart va escriure musicals durant les dècades de 1920 i 1930, com Pal Joey, A Connecticut Yankee, On Your Toes i Babes in Arms. Amb Hammerstein va escriure musicals durant les dècades de 1940 i 1950, com ara as Oklahoma!, Flower Drum Song, Carousel, South Pacific, The King and I i The Sound of Music. Les seves col·laboracions amb Hammerstein, en particular, es celebren per portar el musical de Broadway a una nova maduresa explicant històries centrades en personatges i drama en lloc de l'entreteniment alegre del gènere anterior. És considerat el successor de Jerome Kern, al que iguala en facilitat i inventiva.
Rodgers va ser la primera persona a guanyar els quatre premis d'entreteniment nord-americans més importants en teatre, cinema, gravació i televisió: un Tony, un Oscar, un Grammy i un Emmy, el que ara es coneix com a EGOT. A més, va rebre un premi Pulitzer, fet que el va convertir en una de les dues úniques persones que va rebre els cinc premis (Marvin Hamlisch és l'altre). El 1978, Rodgers va formar part del grup inaugural dels homenatjats del Kennedy Center per la seva trajectòria artística.

## Biografia

### Primers anys i educació

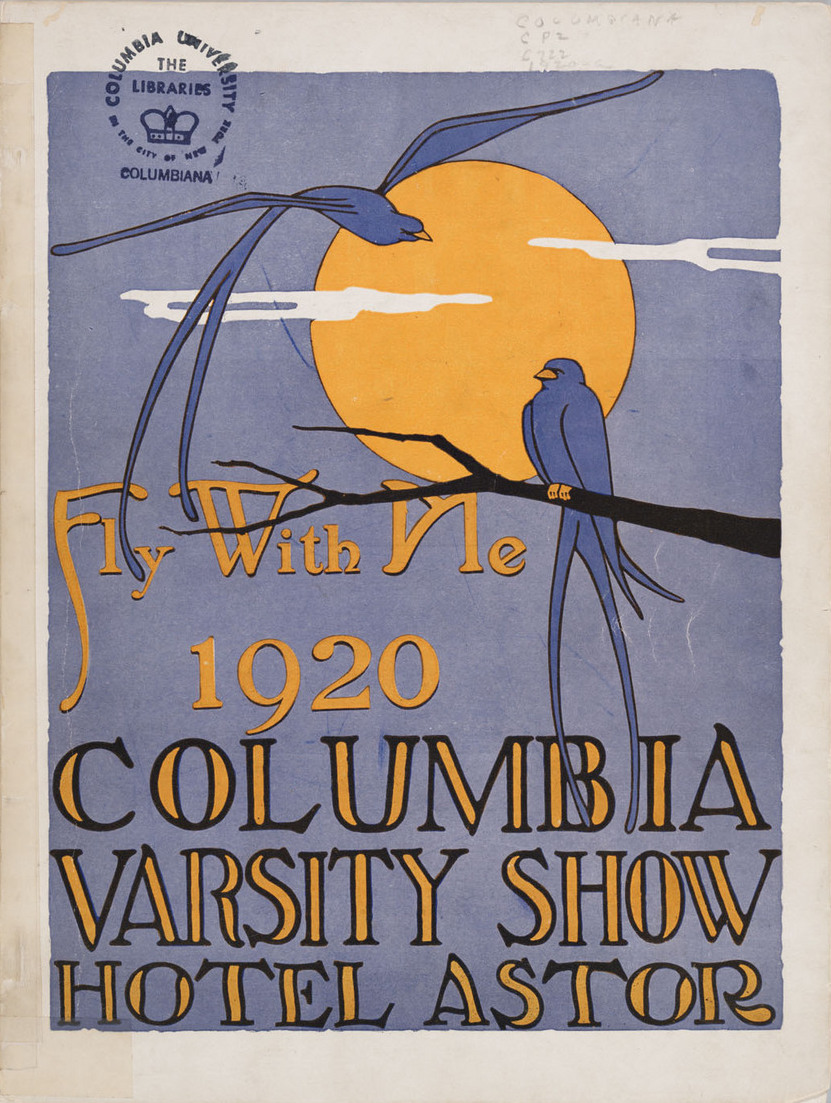
El cartell de Fly With Me, l' spectacle universitari de la Universitat de Colúmbia de 1920. La música va ser coescrita per Rodgers i Lorenz Hart, i també incloïa cançons d'Oscar Hammerstein II, fent de l'espectacle una de les primeres col·laboracions entre els dos homes.

Nascut en una família jueva a Queens, Nova York, Rodgers era fill de Mamie (Levy) i del doctor William Abrahams Rodgers, un metge destacat que havia canviat el nom de la família de Rogazinsky. Rodgers va començar a tocar el piano als sis anys. Va assistir a PS 166, Townsend Harris Hall i al DeWitt Clinton High School. Rodgers va passar els seus primers estius adolescents a Camp Wigwam (Waterford, Maine) on va compondre algunes de les seves primeres cançons.
Als 14 anys va compondre les seves primeres cançons. El 1919, es matriculà en la Universitat de Colúmbia, on es va fer amic de Lorenz Hart, el qual fou el seu llibretista, des de llavors. Desitjós d'adquirir una sòlida formació musical, el 1921 abandonà la Universitat per ingressar en l'Institut de Música de Nova York (ara Juilliard School), on estudià durant dos anys. Rodgers va ser influenciat per compositors com Victor Herbert i Jerome Kern, així com per les operetes que els seus pares el van portar a veure a Broadway quan era petit. Continua la seva col·laboració amb Hart, però tardaria encara cert temps en imposar-se. Molts anys més tard reprengué els estudis universitaris, ja que el 1949 es doctorà en Lleis, en el Drury College, i el 1954 aconseguí la llicenciatura en Llengua i Literatura Hebrea, en la Universitat de Massachusetts. El 1962 va obtenir, també, el doctorat en Música, en la Universitat de Bridgeport.

### Carrera

#### Rodgers & Hart

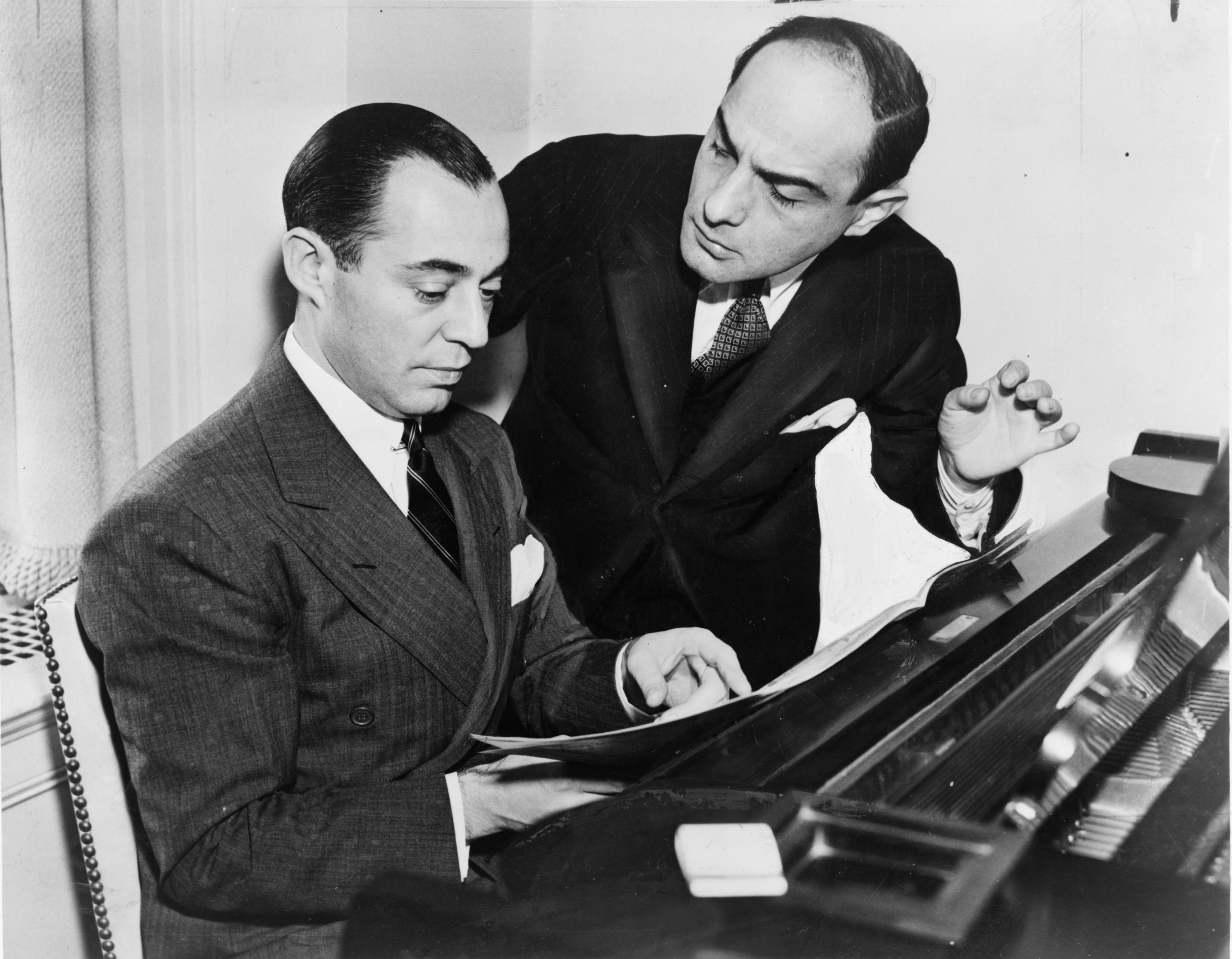
Richard Rodgers (assegut) amb Lorenz Hart el 1936

El 1919, Richard va conèixer a Lorenz Hart, gràcies a Phillip Levitt, un amic del germà gran de Richard. Rodgers i Hart van lluitar durant anys en el camp de la comèdia musical, escrivint diversos espectacles d'aficionats. Van fer el seu debut professional amb la cançó "Any Old Place With You", presentada a la comèdia musical de Broadway de 1919 A Lonely Romeo. La seva primera producció professional va ser Poor Little Ritz Girl, de 1920, que també tenia música de Sigmund Romberg. El seu següent espectacle professional, The Melody Man, no es va estrenar fins al 1924.
Quan acabava de sortir de la universitat, Rodgers va treballar com a director musical per a Lew Fields. Entre les estrelles que va acompanyar hi havia Nora Bayes i Fred Allen. Rodgers estava considerant deixar el negoci de l'espectacle per vendre roba interior per a nens, quan ell i Hart finalment van sortir el 1925. Van escriure les cançons per a un espectacle benèfic presentat pel prestigiós Theatre Guild, anomenat The Garrick Gaieties, i els crítics van trobar el mostra fresca i deliciosa. Tot i que només havia de funcionar un dia, el Guild sabia que tenien un èxit i va permetre que es tornés a obrir més tard. L'èxit més gran del programa, la cançó que Rodgers creia que "va fer" Rodgers i Hart, va ser "Manhattan". Els dos eren ara una força de composició de cançons de Broadway.
Durant la resta de la dècada, el duet va escriure diversos espectacles d'èxit tant per a Broadway com per a Londres, com ara Dearest Enemy (1925), The Girl Friend (1926), Peggy-Ann (1926), A Connecticut Yankee (1927) i Present Arms (1928). Els seus espectacles de la dècada de 1920 van produir estàndards com "Here in My Arms", "Mountain Greenery", "Blue Room", "My Heart Stood Still" i "You Took Advantage of Me". El 1926, a Broadway, arribaren a representar-se al mateix temps tres obres de Rodgers-Hart en tres teatres diferents.
Amb la Depressió en ple apogeu durant la primera meitat de la dècada de 1930, l'equip va buscar pastures més verdes a Hollywood. El treballador Rodgers es va penedir més tard d'aquests anys relativament en guaret, però ell i Hart van escriure algunes cançons clàssiques i partitures de pel·lícules a l'oest, inclosa Love Me Tonight (1932) (dirigida per Rouben Mamoulian, que més tard dirigiria Oklahoma! de Rodgers a Broadway). que va introduir tres estàndards: "Lover", "Mimi" i "Isn't It Romantic?". Rodgers també va escriure una melodia per a la qual Hart va escriure tres lletres consecutives que van ser tallades, no gravades o no van ser un èxit. La quarta lletra va donar lloc a una de les seves cançons més famoses, "Blue Moon". Altres treballs cinematogràfics inclouen les partitures de The Phantom President (1932), protagonitzada per George M. Cohan, Hallelujah, I’m a Bum (1933), protagonitzada per Al Jolson, i, en un ràpid retorn després d'haver deixat Hollywood, Mississippi (1935), protagonitzada per Bing Crosby i W. C. Fields.
El 1935, van tornar a Broadway i van escriure una sèrie gairebé ininterrompuda d'espectacles d'èxit que van acabar poc abans de la mort de Hart el 1943. Entre les més destacades destaquen are Jumbo (1935), On Your Toes (1936), que incloïa el ballet "Slaughter on Tenth Avenue", coreografiada per George Balanchine), Babes in Arms (1937), I Married an Angel (1938), The Boys from Syracuse (1938), Pal Joey (1940), i el seu darrer treball original, By Jupiter (1942). Rodgers també va contribuir al llibre en diversos d'aquests espectacles.
Moltes de les cançons d'aquests espectacles encara es canten i es recorden, com ara including "The Most Beautiful Girl in the World", "My Romance", "Little Girl Blue", "I'll Tell the Man in the Street", "There's a Small Hotel", "Where or When", "My Funny Valentine", "The Lady Is a Tramp", "Falling in Love with Love", "Bewitched, Bothered and Bewildered" i "Wait till You See Her".
El 1939, Rodgers va escriure el ballet Ghost Town per al Ballet Russe de Monte Carlo, amb coreografia de Marc Platoff.

#### Rodgers & Hammerstein

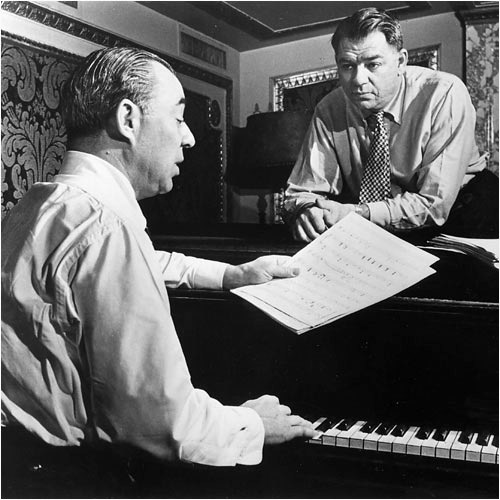
Rodgers (assegut) amb Hammerstein, 1945

L'associació de Rodgers amb Hart va començar a tenir problemes a causa de la falta de fiabilitat del lletrista i de la salut deteriorada. Rodgers va començar a treballar amb Oscar Hammerstein II, amb qui havia escrit cançons anteriorment (abans de treballar amb Lorenz Hart). El seu primer musical, l'èxit innovador d'Oklahoma! (1943), és un exemple notable de "llibre musical", una obra musical en què les cançons i els balls s'integren plenament a l'argument. El que abans era una col·lecció de cançons, danses i girs còmics units per una tènue trama es va convertir en una narració totalment integrada. Tot i que Show Boat es considera el primer exemple d'un llibre musical, Oklahoma! representava les innovacions per a les quals Show Boat havia posat les bases i es considera la primera producció de la història nord-americana que es comercialitza intencionadament com un musical totalment integrat.
L'equip va crear quatre èxits més que es troben entre els més populars de la història musical. Cadascun es va convertir en una pel·lícula d'èxit: Carousel (1945), South Pacific (1949, guanyador del Premi Pulitzer de Drama 1950),), The King and I (1951), i The Sound of Music (1959). Altres espectacles inclouen l'èxit menor Flower Drum Song (1958), així com els relatius fracassos failures Allegro (1947), Me and Juliet (1953), i Pipe Dream (1955). També van escriure la partitura de la pel·lícula State Fair r (1945) (que va ser refet el 1962 amb Pat Boone) i un musical especial de televisió de Cinderella (1957).
La seva col·laboració va produir moltes cançons conegudes, com ara "Oh, What a Beautiful Mornin'", "People Will Say We're in Love", "Oklahoma" (que també es va convertir en la cançó estatal d'Oklahoma),), "It's A Grand Night For Singing", "If I Loved You", "You'll Never Walk Alone", "It Might as Well Be Spring", "Some Enchanted Evening", "Younger Than Springtime", "Bali Hai", "Getting to Know You", "My Favorite Things", "The Sound of Music", "Sixteen Going on Seventeen", "Climb Ev'ry Mountain", "Do-Re-Mi", i "Edelweiss", l'última cançó de Hammerstein.

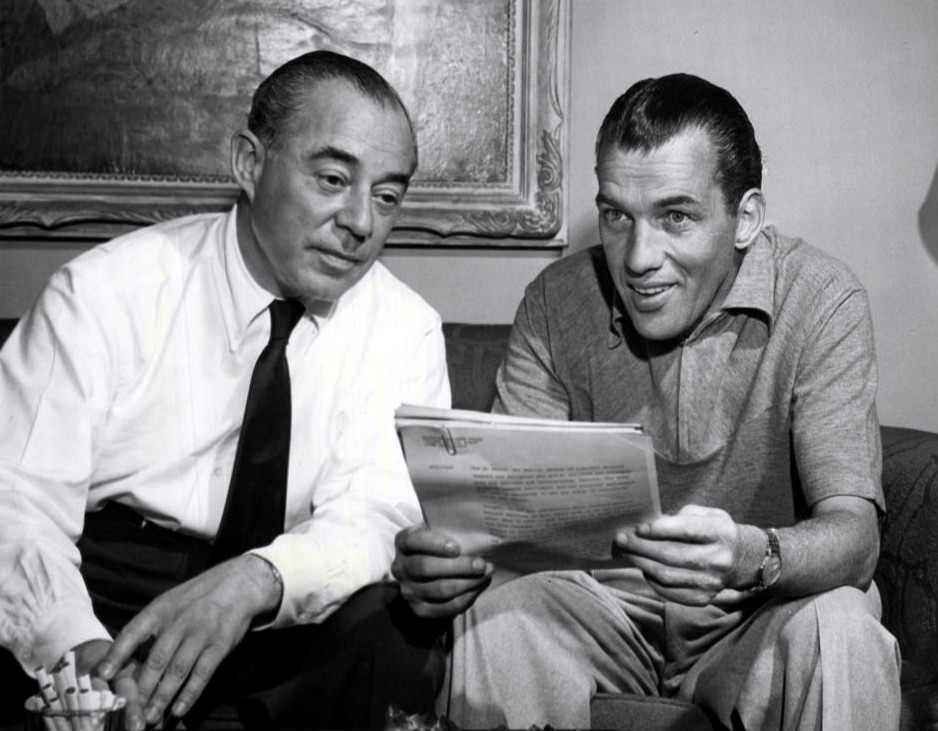
Rodgers va ser objecte d'un especial de dues parts al programa de televisió Toast of the Town d'Ed Sullivan el 1952.

Gran part del treball de Rodgers amb Hart i Hammerstein va ser orquestrat per Robert Russell Bennett. Rodgers va compondre dotze temes, que Bennett va utilitzar per preparar la partitura de l'orquestra per al documental de televisió de 26 episodis de la Segona Guerra Mundial Victory at Sea (1952–53). Aquesta producció de la NBC va ser pionera en el "documental recopilatori" —programació basada en metratges preexistents— i finalment es va emetre a desenes de països. La melodia de la cançó popular "No Other Love" es va extreure posteriorment del tema Victory at Sea titulat "Beneath the Southern Cross". Rodgers va guanyar un Emmy per la música del documental de l'ABC Winston Churchill: The Valiant Years, anotat per Eddie Sauter, Hershy Kay, and Robert Emmett Dolan. Rodgers va compondre el tema musical, "March of the Clowns", per a la sèrie de televisió de 1963–64 The Greatest Show on Earth, que va durar 30 episodis. També va contribuir amb el tema principal de la sèrie de televisió d'antologia històrica de 1963–64  The Great Adventure.
El 1950, Rodgers i Hammerstein van rebre la Medalla d'Or de l'Associació Cent Anys de Nova York "en reconeixement de les contribucions destacades a la ciutat de Nova York". Rodgers, Hammerstein i Joshua Logan van guanyar el Premi Pulitzer de Teatre per South Pacific. Rodgers i Hammerstein havien guanyat un premi Pulitzer especial el 1944 per Oklahoma!
El 1954, Rodgers va dirigir l'Orquestra Filharmònica de Nova York en fragments de Victory at Sea, Slaughter on Tenth Avenue i Carousel Waltz per a un LP especial publicat per Columbia Records.
Els musicals de Rodgers i Hammerstein van guanyar un total de 37 premis Tony, 15 premis de l'Acadèmia, dos premis Pulitzer, dos premis Grammy i dos premis Emmy.

#### Després de Hammerstein
Després de la mort d'Hammerstein el 1960, Rodgers va escriure tant les lletres com la música per al seu primer projecte nou a Broadway No Strings (1962, que va guanyar dos premis Tony). L'espectacle va ser un èxit menor i va incloure la cançó "The Sweetest Sounds".
Rodgers també va escriure les paraules i la música de dues cançons noves utilitzades en la versió cinematogràfica de The Sound of Music (les altres cançons d'aquesta pel·lícula eren de Rodgers i Hammerstein.)
Rodgers va continuar treballant amb lletristes: Stephen Sondheim (Do I Hear a Waltz?) que era un protegit d' Hammerstein, Martin Charnin (Two by Two, I Remember Mama) i Sheldon Harnick (Rex).
A les seves cerimònies de graduació de 1978, el Barnard College va atorgar a Rodgers el seu màxim honor, la Medalla de Distinció Barnard .
Rodgers va ser homenatjat al primer Kennedy Center Honors el 1978.
A la cerimònia dels premis Tony de 1979, sis mesos abans de la seva mort, Rodgers va rebre el premi Lawrence Langner Memorial a la trajectòria distingida al teatre americà.

### Mort i llegat

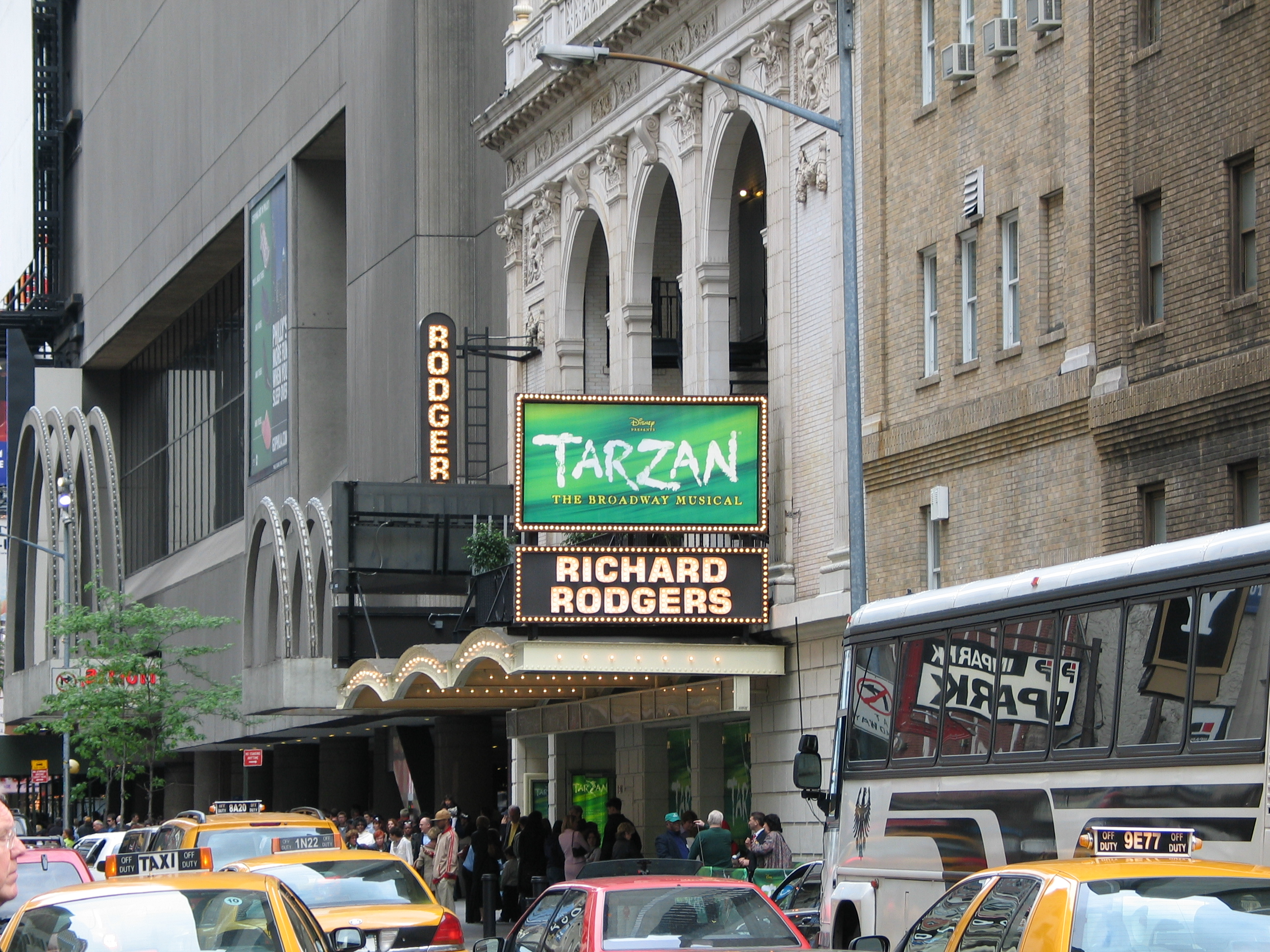
Teatre de Broadway dedicat a Richard Rodgers.

Rodgers va morir el 1979, als 77 anys, després de sobreviure a un càncer de mandíbula, un atac de cor i una laringectomia. Va ser incinerat i les seves cendres van ser escampades al mar.
El 1990, el 46th Street Theatre va ser rebatejat com a Richard Rodgers Theatre en la seva memòria. El 1999, Rodgers i Hart van ser commemorats cadascun als segells postals dels Estats Units. El 2002, es va celebrar el centenari del naixement de Rodgers a tot el món amb llibres, retrospectives, actuacions, nous enregistraments de la seva música i un revival a Broadway d'Oklahoma! Els BBC Proms d'aquell any van dedicar una vetllada sencera a la música de Rodgers, inclosa un concert d'Oklahoma! La Boston Pops Orchestra va publicar aquell any un nou CD en homenatge a Rodgers, titulat "My Favorite Things: A Richard Rodgers Celebration".
Alec Wilder va escriure el següent sobre Rodgers:
| « | De tots els escriptors les cançons dels quals es consideren i examinen en aquest llibre, les de Rodgers mostren el grau més alt d'excel·lència, inventiva i sofisticació constants... [Després de passar setmanes tocant les seves cançons, estic més que impressionat i respectuós: Estic sorprès.. | » |

Rodgers és membre de lAmerican Theater Hall of Fame.
Juntament amb l'Acadèmia de les Arts i les Lletres, Rodgers també va iniciar i atorgar un premi per a compositors de teatre musical no establerts per produir noves produccions, sigui mitjançant produccions completes o lectures escenificades. És l'únic premi pel qual l'Acadèmia d'Arts i Lletres accepta sol·licituds i es presenta cada any. A continuació es mostren els anteriors guanyadors del premi:
| Any  | Espectacle                                     | Guardonat              |
| ---- | ---------------------------------------------- | ---------------------- |
| 2018 | Gun and Powder                                 | Ross Baum              |
| 2018 | Gun and Powder                                 | Angelica Chéri         |
| 2018 | KPOP                                           | Jason Kim              |
| 2018 | KPOP                                           | Helen Park             |
| 2018 | KPOP                                           | Max Vernon             |
| 2018 | KPOP                                           | Woodshed Collective    |
| 2017 | What I Learned from People                     | Will Aronson           |
| 2017 | What I Learned from People                     | Hue Park               |
| 2016 | We Live in Cairo                               | Patrick Lazour         |
| 2016 | We Live in Cairo                               | Daniel Lazour          |
| 2016 | Costs of Living                                | Timothy Huang          |
| 2016 | Hadestown                                      | Anaïs Mitchell         |
| 2015 | String                                         | Adam Gwon              |
| 2015 | String                                         | Sarah Hammond          |
| 2014 | Witness Uganda                                 | Matthew Gould          |
| 2014 | Witness Uganda                                 | Griffin Matthews       |
| 2013 | Natasha, Pierre & The Great Comet of 1812      | Dave Malloy            |
| 2013 | The Kid Who Would Be Pope                      | Tom Megan              |
| 2013 | The Kid Who Would Be Pope                      | Jack Megan             |
| 2012 | Witness Uganda                                 | Matthew Gould          |
| 2012 | Witness Uganda                                 | Griffin Matthews       |
| 2011 | Dogfight                                       | Peter Duchan           |
| 2011 | Dogfight                                       | Benj Pasek             |
| 2011 | Dogfight                                       | Justin Paul            |
| 2011 | Gloryana                                       | Andrew Gerle           |
| 2010 | Buddy's Tavern                                 | Raymond De Felitta     |
| 2010 | Buddy's Tavern                                 | Alison Louise Hubbard  |
| 2010 | Buddy's Tavern                                 | Kim Oler               |
| 2010 | Rocket Science                                 | Patricia Cotter        |
| 2010 | Rocket Science                                 | Jason Rhyne            |
| 2010 | Rocket Science                                 | Stephen Weiner         |
| 2009 | Cheer Wars                                     | Karlan Judd            |
| 2009 | Cheer Wars                                     | Gordon Leary           |
| 2009 | Rosa Parks                                     | Scott Ethier           |
| 2009 | Rosa Parks                                     | Jeff Hughes            |
| 2008 | Alive at Ten                                   | Kirsten A. Guenther    |
| 2008 | Alive at Ten                                   | Ryan Scott Oliver      |
| 2008 | Kingdom                                        | Aaron Jafferis         |
| 2008 | Kingdom                                        | Ian Williams           |
| 2008 | See Rock City and Other Destinations           | Brad Alexander         |
| 2008 | See Rock City and Other Destinations           | Adam Mathias           |
| 2007 | Calvin Berger                                  | Barry Wyner            |
| 2007 | Main-Travelled Roads                           | Dave Hudson            |
| 2007 | Main-Travelled Roads                           | Paul Libman            |
| 2006 | Grey Gardens                                   | Scott Frankel          |
| 2006 | Grey Gardens                                   | Michael Korie          |
| 2006 | Grey Gardens                                   | Doug Wright            |
| 2006 | True Fans                                      | Chris Miller           |
| 2006 | True Fans                                      | Bill Rosenfield        |
| 2006 | True Fans                                      | Nathan Tysen           |
| 2006 | Yellow Wood                                    | Michelle Elliott       |
| 2006 | Yellow Wood                                    | Danny Larsen           |
| 2005 | Broadcast                                      | Nathan Christensen     |
| 2005 | Broadcast                                      | Scott Murphy           |
| 2005 | Dust & Dreams: Celebrating Sandburg            | David Hudson           |
| 2005 | Dust & Dreams: Celebrating Sandburg            | Paul Libman            |
| 2005 | Red                                            | Brian Lowdermilk       |
| 2005 | Red                                            | Marcus Stevens         |
| 2004 | To Paint the Earth                             | Daniel Frederick Levin |
| 2004 | To Paint the Earth                             | Jonathan Portera       |
| 2004 | The Tutor                                      | Andrew Gerle           |
| 2004 | The Tutor                                      | Maryrose Wood          |
| 2004 | Unlocked                                       | Sam Carner             |
| 2004 | Unlocked                                       | Derek Gregor           |
| 2003 | The Devil in the Flesh                         | Jeffrey Lunden         |
| 2003 | The Devil in the Flesh                         | Arthur Perlman         |
| 2003 | Once Upon a Time in New Jersey                 | Susan DiLallo          |
| 2003 | Once Upon a Time in New Jersey                 | Stephen A. Weiner      |
| 2003 | The Tutor                                      | Andrew Gerle           |
| 2003 | The Tutor                                      | Maryrose Wood          |
| 2002 | The Fabulist                                   | David Spencer          |
| 2002 | The Fabulist                                   | Stephen Witkin         |
| 2002 | The Tutor                                      | Andrew Gerle           |
| 2002 | The Tutor                                      | Maryrose Wood          |
| 2001 | Heading East                                   | Leon Ko                |
| 2001 | Heading East                                   | Robert Lee             |
| 2001 | The Spitfire Grill                             | Fred Alley             |
| 2001 | The Spitfire Grill                             | James Valcq            |
| 2000 | Bat Boy                                        | Kaythe Farley          |
| 2000 | Bat Boy                                        | Brian Flemming         |
| 2000 | Bat Boy                                        | Laurence O'Keefe       |
| 2000 | The Bubbly Black Girl Sheds Her Chameleon Skin | Kirsten Childs         |
| 2000 | Suburb                                         | Robert S. Cohen        |
| 2000 | Suburb                                         | David Javerbaum        |
| 1999 | Bat Boy                                        | Kaythe Farley          |
| 1999 | Bat Boy                                        | Brian Flemming         |
| 1999 | Bat Boy                                        | Laurence O'Keefe       |
| 1999 | Blood on the Dining Room Floor                 | Jonathan Sheffer       |
| 1999 | The Bubbly Black Girl Sheds Her Chameleon Skin | Kirsten Childs         |
| 1999 | Dream True: My Life with Vernon Dexter         | Ricky Ian Gordon       |
| 1999 | Dream True: My Life with Vernon Dexter         | Tina Landau            |
| 1999 | The Singing                                    | Lenora Champagne       |
| 1999 | The Singing                                    | Daniel Levy            |
| 1998 | Little Women                                   | Alison Hubbard         |
| 1998 | Little Women                                   | Allan Knee             |
| 1998 | Little Women                                   | Kim Oler               |
| 1998 | Summer                                         | Erik Haagensen         |
| 1998 | Summer                                         | Paul Schwartz          |
| 1997 | The Ballad of Little Jo                        | Mike Reid              |
| 1997 | The Ballad of Little Jo                        | Sarah Schlesinger      |
| 1997 | Barrio Babies                                  | Fernand Rivas          |
| 1997 | Barrio Babies                                  | Luis Santeiro          |
| 1997 | Violet                                         | Brian Crawley          |
| 1997 | Violet                                         | Jeanine Tesori         |
| 1996 | Bobos                                          | James McBride          |
| 1996 | Bobos                                          | Ed Shockley            |
| 1996 | The Hidden Sky                                 | Kate Chisholm          |
| 1996 | The Hidden Sky                                 | Peter Foley            |
| 1996 | The Princess & the Blac                        | Andy Chuckerman        |
| 1996 | The Princess & the Blac                        | Karole Foreman         |
| 1995 | Spendora                                       | Mark Campbell          |
| 1995 | Spendora                                       | Stephen Hoffman        |
| 1995 | Spendora                                       | Peter Webb             |
| 1994 | Doll (no produït)                              | Scott Frankel          |
| 1994 | Doll (no produït)                              | Michael Korie          |
| 1994 | The Gig                                        | Douglas Cohen          |
| 1994 | Rent                                           | Jonathan Larson        |
| 1994 | The Sweet Revenge of ...                       | Mark Campbell          |
| 1994 | The Sweet Revenge of ...                       | Burton Cohen           |
| 1994 | The Sweet Revenge of ...                       | Stephen Hoffman        |
| 1993 | Allos Makar                                    | Scott Frankel          |
| 1993 | Allos Makar                                    | Michael Korie          |
| 1993 | Allos Makar                                    | Valeria Vasilevsky     |
| 1993 | Avenue X                                       | John Jiler             |
| 1993 | Avenue X                                       | Ray Leslee             |
| 1993 | Christina Alberta's                            | Polly Pen              |
| 1993 | They Shoot Horses ...                          | Nagle Jackson          |
| 1993 | They Shoot Horses ...                          | Robert Sprayberry      |
| 1992 | Avenue X                                       | John Jiler             |
| 1992 | Avenue X                                       | Ray Leslee             |
| 1992 | The Molly Maquires                             | Sid Cherry             |
| 1992 | The Molly Maquires                             | William Strempek       |
| 1991 | Opal                                           | Robert N. Lindsey      |
| 1991 | The Times                                      | Joe Keenan             |
| 1991 | The Times                                      | Brad Ross              |
| 1990 | Down the Stream                                | Michael Goldenberg     |
| 1990 | Swamp Gas and Shallow Feelings                 | Randy Buck             |
| 1990 | Swamp Gas and Shallow Feelings                 | Shirlee Strother       |
| 1990 | Swamp Gas and Shallow Feelings                 | Jack E. Williams       |
| 1990 | Whatnot                                        | Howard Crabtree        |
| 1990 | Whatnot                                        | Dick Gallagher         |
| 1990 | Whatnot                                        | Mark Waldrop           |
| 1989 | Juan Darien                                    | Elliot Goldenthal      |
| 1989 | Juan Darien                                    | Julie Taymor           |
| 1988 | Lucky Stiff                                    | Lynn Ahrens            |
| 1988 | Lucky Stiff                                    | Stephen Flaherty       |
| 1988 | Sheila Levine is Dead ...                      | Michael Devon          |
| 1988 | Sheila Levine is Dead ...                      | Todd Graff             |
| 1988 | Superbia                                       | Jonathan Larson        |
| 1987 | Henry and Ellen                                | Michael John LaChiusa  |
| 1987 | Lucky Stiff                                    | Lynn Ahrens            |
| 1987 | Lucky Stiff                                    | Stephen Flaherty       |
| 1987 | No Way to Treat A Lady                         | Douglas J. Cohen       |
| 1986 | Break/Agnes/Eulogy                             | Michael John LaChiusa  |
| 1986 | Juba                                           | Wendy Lamb             |
| 1986 | Juba                                           | Russell Walden         |
| 1984 | Brownstone                                     | Andrew Cadiff          |
| 1984 | Brownstone                                     | Peter Larson           |
| 1984 | Brownstone                                     | Josh Rubens            |
| 1984 | Papushko                                       | Andrew Teirstein       |
| 1982 | Portrait of Jennie                             | Enid Futterman         |
| 1982 | Portrait of Jennie                             | Howard Marren          |
| 1982 | Portrait of Jennie                             | Dennis Rosa            |
| 1981 | Child of the Sun                               | Damien Leake           |
| 1980 | Nine (no produït)                              | Maro Fratti            |
| 1980 | Nine (no produït)                              | Maury Yeston           |

### Relació amb els intèrprets

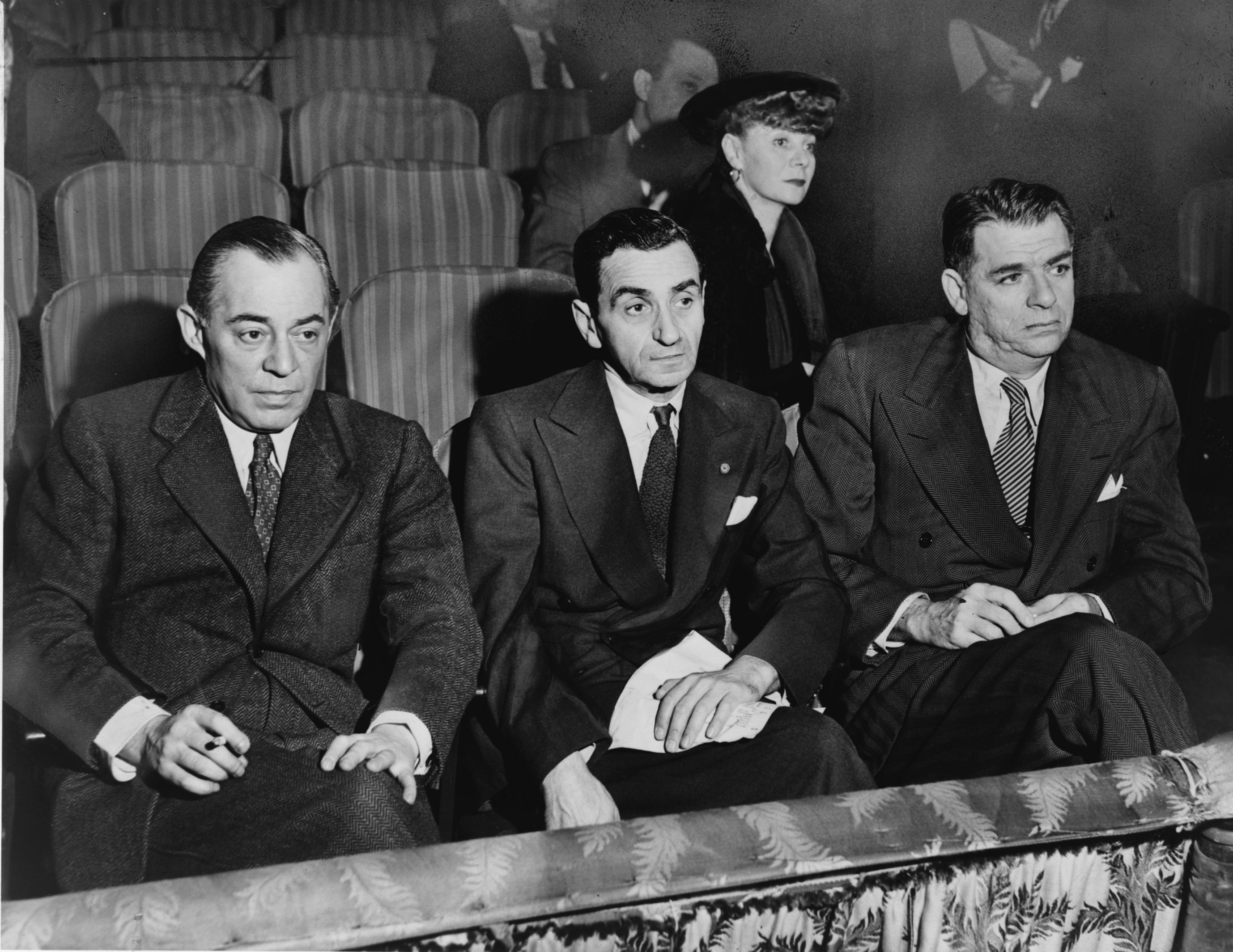
Rodgers, Irving Berlin, Helen Tamiris i Oscar Hammerstein

Rosemary Clooney va gravar una versió de "Falling in Love with Love" de Rodgers, utilitzant un estil swing. Després de la sessió d'enregistrament, Richard Rodgers li va dir que s'havia de cantar com un vals. L'arranjament doo-wop de 1961 de la cançó de Rodgers i Hart "Blue Moon" de The Marcels va indignar tant Rodgers que va treure anuncis de diaris de pàgina sencera instant a la gent a no comprar-lo. Els seus esforços no van tenir èxit, ja que va arribar al número 1 a les llistes. Després que Doris Day gravés "I Have Dreamed" l'any 1961, va escriure a ella i al seu arranjador, Jim Harbert, que la seva era la interpretació més bella de la seva cançó que havia escoltat mai.
Després que Peggy Lee enregistrés la seva versió de "Lover", una cançó de Rodgers, amb un arranjament dramàticament diferent del concebut originalment per ell, Rodgers va dir: "No sé per què Peggy em va agafar, podria haver-se fotut enlaire Silent Night". Mary Martin va dir que Richard Rodgers va compondre cançons per a ella per al South Pacific, sabent que tenia un petit rang vocal, i que les cançons generalment la feien semblar millor. També va dir que Rodgers i Hammerstein van escoltar tots els seus suggeriments i que va treballar molt bé amb ells. Tant Rodgers com Hammerstein volien Doris Day com a protagonista en la versió cinematogràfica de South Pacific i segons diu ella volia el paper. Ho van discutir amb ella, però després que el seu gerent/marit Martin Melcher no es mogués de la seva demanda d'un sou alt per a ella, el paper va ser a Mitzi Gaynor.

### Defensa dels drets dels escriptors
El 1943, Richard Rodgers es va convertir en el novè president del Gremi de Dramaturgs d'Amèrica.

### Vida personal
El 1930, Rodgers es va casar amb Dorothy Belle Feiner (1909–92). La seva filla, Mary (1931–2014), va ser la compositora d'Once Upon a Mattress i autora de llibres infantils. Els Rodgers després van perdre una filla en néixer. Una altra filla, Linda (1935–2015), també va tenir una breu carrera com a compositora. El fill de Mary i el net de Richard Rodgers, Adam Guettel (n. 1964), també compositor de teatre musical, va guanyar els premis Tony a la millor banda sonora i a les millors orquestracions per The Light in the Piazza el 2005. Peter Melnick (n. 1958), fill de Linda Rodgers, és el compositor d'Adrift In Macao, que es va estrenar a la Philadelphia Theatre Company el 2005 i es va produir a l'Off-Broadway el 2007. El llibre de Mary Rodgers Shy: The Alarmingly Outspoken Memoirs of Mary Rodgers es va publicar pòstumament el 2022 i va incloure les seves revelacions i valoracions franques del seu pare, la seva família i ella mateixa.
Rodgers era ateu. Va ser propens a la depressió i l'abús d'alcohol i en un moment va ser hospitalitzat.

## Musicals[27]

### En col·laboració amb Lorenz Hart
- One Minute Please
- Fly with Me (1920)
- Poor Little Ritz Girl (1920)
- The Melody Man (1924)
- The Garrick Gaieties (1925–26)
- Dearest Enemy (1925)
- The Girl Friend (1926)
- Peggy-Ann (1926)
- Betsy (1926)
- A Connecticut Yankee (1927)
- She's My Baby (1928)
- Present Arms (1928)
- Chee-Chee (1928)
- Spring Is Here (1929)
- Heads Up! (1929)
- Ever Green (1930)
- Simple Simon (1930)
- America's Sweetheart (1931)
- Love Me Tonight (1932)
- Jumbo (1935)
- On Your Toes (1936)
- Babes in Arms (1937)
- I'd Rather Be Right (1937)
- I Married an Angel (1938)
- The Boys from Syracuse (1938)
- Too Many Girls (1939)
- Higher and Higher (1940)
- Pal Joey (1940–41)
- By Jupiter (1942)
- Rodgers & Hart (1975), revista musical de Rodgers i Hart

### En col·laboració amb Oscar Hammerstein II
- Oklahoma! (1943)
- Carousel (1945)
- State Fair (1945) (film)
- Allegro (1947)
- South Pacific (1949)
- The King and I (1951)
- Me and Juliet (1953)
- Pipe Dream (1955)
- Cinderella (1957) (televisió)
- Flower Drum Song (1958)
- The Sound of Music (1959)
- A Grand Night for Singing (1993), revista musical de Rodgers & Hammerstein
- State Fair (1996)

### Altres col·laboracions i treballs en solitari
- Victory at Sea (1952) (arranjaments i orquestracions de Robert Russell Bennett)
- The Valiant Years (1960)
- No Strings (1962) (autor també de les lletres)
- Do I Hear a Waltz? (1965) (lletres de Stephen Sondheim)
- Androcles and the Lion (televisió) (1967) (autor també de les lletres)
- Two by Two (1970) (lletres de Martin Charnin)
- Rex (1976) (lletres de Sheldon Harnick)
- I Remember Mama (1979) (lletres de Martin Charnin i Raymond Jessel)

## Premis
Rodgers és un dels pocs artistes que ha guanyat l'EGOT (Emmy, Grammy, Oscar i Tony).
| Any  | Premi                                           | Categoria                                        | Títol                                    | Resultat  | Ref.   |
| ---- | ----------------------------------------------- | ------------------------------------------------ | ---------------------------------------- | --------- | ------ |
| 1944 | Premis i Citacions Especials del Premi Pulitzer | Premi a les Arts                                 | Oklahoma!                                | Atorgat   | [ 29 ] |
| 1945 | Premi de l'Acadèmia                             | Millor cançó original                            | "It Might as Well Be Spring", State Fair | Guanyador | [ 30 ] |
| 1950 | Premis Pulitzer                                 | Teatre                                           | South Pacific                            | Guanyador | [ 31 ] |
| 1950 | Premis Tony                                     | Millor Musical                                   | South Pacific                            | Guanyador | [ 32 ] |
| 1950 | Premis Tony                                     | Millor Llibret de Musical                        | South Pacific                            | Guanyador | [ 32 ] |
| 1950 | Premis Tony                                     | Millor Productor de Musical                      | South Pacific                            | Guanyador | [ 32 ] |
| 1952 | Premis Tony                                     | Millor Musical                                   | The King and I                           | Guanyador | [ 32 ] |
| 1956 | Premis Tony                                     | Millor Musical                                   | Pipe Dream                               | Nominat   | [ 32 ] |
| 1959 | Premis Tony                                     | Millor Musical                                   | Flower Drum Song                         | Nominat   | [ 32 ] |
| 1962 | Premis Tony                                     | Millor Musical                                   | No Strings                               | Nominat   | [ 32 ] |
| 1962 | Premis Tony                                     | Millor Banda Sonora                              | No Strings                               | Guanyador | [ 32 ] |
| 1965 | Premis Tony                                     | Millor Banda Sonora                              | Do I Hear a Waltz?                       | Nominat   | [ 32 ] |
| 1996 | Premis Tony                                     | Millor Banda Sonora                              | State Fair                               | Nominat   | [ 32 ] |
| 1957 | Premis Emmy Primetime                           | Millor contribució a la televisió                | Cinderella                               | Nominat   | [ 33 ] |
| 1961 | Premis Emmy Primetime                           | Composició musical més destacada per a televisió | Winston Churchill: The Valiant Years     | Guanyador | [ 33 ] |
| 1961 | Premis Grammy                                   | Millor àlbum de teatre musical                   | The Sound of Music                       | Guanyador | [ 34 ] |
| 1963 | Premis Grammy                                   | Millor àlbum de teatre musical                   | No Strings                               | Guanyador | [ 34 ] |

## Influència
- Internet Movie Database senyala 276 bandes sonores al cinema i a la televisió on apareixen cançons de Rodgers, així com 46 pel·lícules i programes televisius on ell és el compositor.
- El 1960 el saxofonista John Coltrane enregistrà una versió jazz de "My Favorite Things" dem The Sound of Music, que es convertí en una peça habitual del seu repertori.
- La cançó "You'll Never Walk Alone" (de Carousel) és molt popular entre moltes aficions de futbol. Va ser adoptada inicialment pels aficionats del Liverpool F.C. el novembre de 1963, a partir d'una versió de Gerry and de Pacemakers, convertint-se en l'himne del club.[35]
- Jerry Lewis acabà la seva telemarató del Labor Day cantant "You'll Never Walk Alone".
- "Oh, What a Beautiful Mornin'" d'Oklahoma! en ocasions és considerada com una cançó popular tradicional, igual que "Edelweiss" de The Sound of Music.
- Diversos premis professionals de teatre musical porten el nom de Rodgers en honor seu.